# Zuckerbaby
Pour plus de détails, voir Fiche technique et Distribution.
Zuckerbaby est une comédie dramatique allemande écrite et coréalisée par Percy Adlon et sortie en 1985, avec Marianne Sägebrecht dans le rôle principal.

## Synopsis
Marianne est une assistante d'un directeur de pompes funèbres à Munich. D'âge moyen, en surpoids, négligente et solitaire, sa vie tourne autour de la détente dans une piscine intérieure, des trajets dans le métro entre son appartement et le salon funéraire, et grignoter des friandises au lit en regardant la télévision, c'est ainsi qu'elle revisite son "béguin" d'adolescente pour le chanteur pop Peter Kraus et son tube"Sugar Baby.
Lors d'un voyage, elle est attirée par la voix d'annonce du conducteur du train. Il est jeune, grand, maigre et blond (pas comme Kraus), et Marianne devient obsédée. Par un processus de subterfuge et de travail de détective, elle apprend son nom (Huber), son état civil (marié à une femme froide et autoritaire) et sa barre chocolatée préférée. Elle commence à faire de l'exercice, à s'habiller intelligemment et à cuisiner des repas réguliers. Elle apprend à interpréter les horaires compliqués du réseau de métro et se fait un devoir de croiser occasionnellement son chemin, lui adressant peut-être un sourire de reconnaissance. Elle habille son appartement terne et installe un nouveau lit double.
Marianne apprend que la femme de Huber sera absente pendant deux semaines en raison d'un décès dans la famille et met son plan à exécution. Au distributeur automatique, elle lui propose la barre qu'elle vient d'acheter (« J'ai changé d'avis ») et ils vont prendre un café. Elle l'invite à venir dîner le lendemain soir. Elle prépare un rôti et met la table pour un repas romantique, mais quand il n'arrive pas, elle éclate en sanglots et détruit furieusement la table et bien d'autres choses à côté. Le rôti est brûlé. Puis il arrive, en retard à cause d'une urgence au travail.
Ils font l'amour et il emménage avec elle. Elle prend des vacances, lui achète de nouveaux vêtements, elle prend place sur sa moto et ils partagent des intimités ; son enfance malheureuse et sa peur d'être le conducteur impliqué dans une fatalité inéluctable. Ils apprécient la compagnie l'un de l'autre et elle fantasme une vie ensemble ; ils vont à une soirée dansante rock 'n' roll, et quand le groupe joue Sugarbaby, ils se laissent aller et les autres couples reculent pour leur donner de l'espace. Frau Huber, qui est revenue et a trouvé l'adresse de Marianne dans la veste de travail de son mari, fait irruption dans la foule, sépare le couple et agresse furieusement Marianne, Huber se recroquevillant parmi les badauds. Laissant Marianne meurtrie et étourdie sur la piste de danse, Frau Huber fait sortir son mari de la salle. 
Dans la dernière scène, Marianne, encore contusionnée, se tient debout sur le bord du quai, tendant une barre chocolatée à l'approche du train.

## Fiche technique
- Titre original : Zuckerbaby
- Réalisation : Percy Adlon
- Scénario : Percy Adlon, Gwendolyn von Ambesser
- Photographie : Johanna Heer
- Montage : Jean-Claude Piroué
- Musique : Dreieier
- Costumes : Regine Bätz
- Production : Eleonore Adlon, Percy Adlon
- Direction artistique : Matthias Heller
- Pays de production : Allemagne de l'Ouest
- Langue originale : allemand
- Format : couleur
- Genre : comédie dramatique
- Durée : 82 minutes
- Dates de sortie :
  - Allemagne de l'Ouest : 28 juin 1985

## Distribution
- Marianne Sägebrecht :  Marianne
- Eisi Gulp :  Huber
- Toni Berger : le croque-mort
- Manuela Denz (de) :  Frau Huber
- Will Spindler : le chef de train[note 2]
- Hans Stadlbauer (de) :  chef de train
- Meret Burger : la fille dans le train
- Werner Zeussel (de)
- Christiane Blumhoff (de)
- Dietrich Kerky (de)
- Peter Weiß (de)
- Michele Tichawsky (de)
- Paul Würges (de) : lui-même, le leader du groupe musical[note 3]

## Récompenses et distinctions
- (en) Zuckerbaby: Awards, sur l'Internet Movie Database

### Remakes
Une fille à croquer (Baby Cakes) est un remake américain de Zuckerbaby, avec une fin moins mémorable. Ce film a inspiré la chanson Baby Cakes de 2004 du groupe anglais 3 of a Kind.